# Breve amore/Ta-ra-ta-ta
Breve amore/Ta-ra-ta-ta è il 77° singolo di Mina, pubblicato a giugno del 1966 su vinile a 45 giri dall'etichetta Ri-Fi.

## Il disco
Entrambi i brani fanno parte dell'LP Studio Uno 66.
Gli arrangiatori dirigono le rispettive orchestre.
Anche questo 45 giri entra nella classifica settimanale e, tra il 1966 e il 1967, arriva fino al nono posto. Durante il 1966 sarà il 48° singolo per vendite.

## Storia
Le due canzoni furono lanciate nella nuova edizione di Studio uno.
 Inizialmente, lo show prevedeva dodici puntate, tutte con Mina. Poiché la cantante rifiutò un impegno per un tempo così lungo, la trasmissione venne divisa in quattro cicli da cinque puntate ciascuno. Ogni ciclo prevedeva la sostituzione della primadonna dello spettacolo: nei primi tre apparvero in ordine cronologico Sandra Milo, Ornella Vanoni e Rita Pavone; nell'ultimo, quello che riscosse il maggior successo, fu il turno di Mina.

## Breve amore
Si tratta della versione italiana di You Never Told Me, scritta da Alberto Sordi, Robert Mellin e Piero Piccioni per il film Fumo di Londra (dove è cantata da Julie Rogers).
Fu presentata dal vivo (orchestra in playback, con tanto di 'balletto' finale, per non far sentire lo sfumare in base) nell'ultima puntata di Studio uno (25 giugno 1966), dove lo stesso Sordi fu ospite e protagonista con Mina di un memorabile sketch. L'intera esibizione dei due artisti con il duetto finale si trova nel DVD Gli anni Rai 1966-1967 vol. 7, inserito in un cofanetto monografico di 10 volumi pubblicato da Rai Trade e GSU nel 2008.
La canzone fu inserita in extremis sulla facciata principale del disco, al posto di Mai così, sigla finale di Studio uno. Nelle copertine del 45 giri dell'epoca, già stampate, si poteva notare la correzione con una fascia nera che copriva il titolo del brano che originariamente era destinato alla pubblicazione e che alla fine fu solo incluso nell'album Studio Uno 66.
Nel 1974, Mia Martini ne presentò una personalissima cover per il programma televisivo L'orchestra racconta.

## Ta-ra-ta-ta
Cover di Try Your Luck, incisa l'anno precedente dalla cantante americana Bernadette Carroll. 

### Storia
Mina promuove il brano alla Mostra internazionale di musica leggera 1966, tenuta a Venezia i primi giorni di luglio, dove si era recata per ritirare la "Gondola d'oro", premio per le vendite discografiche ottenute da L'ultima occasione proposta l'anno precedente.
Nonostante sia il lato B del singolo, questo è il brano che traina le vendite del 45 giri e anche l'unico dei due utilizzato nei caroselli per pubblicizzare il marchio Barilla.
Sempre nel 1966 la canzone viene inserita nel film Le fate, nell'episodio Fata Sabina con Monica Vitti.
Nel 2003 è stato inserito nella colonna sonora per il film Dillo con parole mie di Daniele Luchetti e utilizzato nella scena in cui i due protagonisti si mettono a ballare nell'autobus.

### Musica e testo
L'arrangiamento  è stato curao da  Augusto Martelli.
Il testo è stato considerato una forma di elogio implicito del fumo delle sigarette, a cui alluderebbe la nuvola di 'fumo blu' citata.

### Video musicale
Il brano fu eseguito ben due volte a Studio uno, nella seconda puntata del ciclo di Mina il 4 giugno e nell'ultima puntata in assoluto della trasmissione il 25 giugno. La registrazione video di quest'ultima esibizione è presente nel DVD Gli anni Rai 1966-1967 vol. 7.
Una versione è stata filmata, all'interno dello storico locale Piper Club di Roma, per la partecipazione di Mina ad uno dei 9 episodi della serie televisiva Tutto Totò messa in onda dalla Rai da maggio a inizio luglio del 1967. L'episodio Totò yé yé tuttavia non fu mai trasmesso (se non dopo il suo recupero del 1997) in quanto incompleto di due scene e nel montaggio, non terminati per il decesso del protagonista Totò.

## Tracce
Lato A
1. Breve amore (You Never Told Me) – 2:36 (testo: Alberto Sordi – musica: Piero Piccioni; edizioni musicali General)

Lato B
1. Ta-ra-ta-ta (Try Your Luck) – 2:13 (testo: Alberto Testa – musica: Ernie Maresca, Louis Zerato; edizioni musicali Kramer)